# Andrea Hlaváčková
Andrea Hlaváčková (n. 10 de agosto de 1986; Plzen) es una jugadora de tenis profesional. En su carrera ha ganado 27 títulos de la WTA, en los que se destaca el Roland Garros 2011 y la medalla de plata en los Juegos Olímpicos de Londres 2012.

## Torneos de Grand Slam

### Dobles

#### Victorias (2)
| Año  | Torneo            | Pareja         | Oponentes en la final          | Resultado        |
| 2011 | Roland Garros     | Lucie Hradecká | Sania Mirza Yelena Vesnina     | 6-4, 6-3         |
| 2013 | Abierto de EE.UU. | Lucie Hradecká | Ashleigh Barty Casey Dellacqua | 6-7(4), 6-1, 6-4 |

#### Finalista (4)
| Año  | Torneo               | Pareja         | Oponentes en la final                | Resultado        |
| 2012 | Wimbledon            | Lucie Hradecká | Serena Williams Venus Williams       | 5-7, 4-6         |
| 2012 | Abierto de EE.UU.    | Lucie Hradecká | Sara Errani Roberta Vinci            | 4-6, 2-6         |
| 2016 | Abierto de Australia | Lucie Hradecká | Martina Hingis Sania Mirza           | 6-7(1), 3-6      |
| 2017 | Abierto de Australia | Shuai Peng     | Bethanie Mattek-Sands Lucie Šafářová | 7-6(4), 3-6, 3-6 |

### Dobles mixto

#### Victorias (1)
| Año  | Torneo            | Pareja     | Oponentes en la final            | Resultado   |
| 2013 | Abierto de EE.UU. | Max Mirnyi | Abigail Spears Santiago González | 7-6(5), 6-3 |

## Juegos Olímpicos

### Medallero Dobles

#### Medalla de plata
| Año  | Torneo              | Superficie | Pareja         | Oponentes                      | Resultado |
| ---- | ------------------- | ---------- | -------------- | ------------------------------ | --------- |
| 2012 | JJ.OO. Londres 2012 | Hierba     | Lucie Hradecká | Serena Williams Venus Williams | 4-6, 4-6  |

## Títulos WTA (27; 0+27)

### Individual (0)
| Leyenda: Hasta el 2009            | Leyenda: Desde 2009   |
| --------------------------------- | --------------------- |
| Grand Slam (0)                    |                       |
| WTA Tour Championships/Finals (0) |                       |
| Tier I (0)                        | Premier Mandatory (0) |
| Tier II (0)                       | Premier 5 (0)         |
| Tier III (0)                      | Premier (0)           |
| Tier IV & V (0)                   | International (0)     |

#### Finalista (1)
| N.° | Fecha               | Torneo      | Superficie    | Oponentes en la final | Resultado |
| 1.  | 21 de julio de 2013 | Bad Gastein | Tierra batida | Yvonne Meusburger     | 5-7, 2-6  |

### Dobles (27)
| Leyenda: Hasta el 2009            | Leyenda: Desde 2009   |
| --------------------------------- | --------------------- |
| Grand Slam (2)                    |                       |
| WTA Tour Championships/Finals (1) |                       |
| Tier I (0)                        | Premier Mandatory (2) |
| Tier II (0)                       | Premier 5 (1)         |
| Tier III (1)                      | Premier (4)           |
| Tier IV & V (2)                   | International (14)    |

| N.° | Fecha                    | Torneo            | Superficie    | Pareja              | Oponentes en la final                | Resultado           |
| 1.  | 7 de mayo de 2007        | Praga             | Tierra batida | Petra Cetkovská     | Ji Chunmei Sun Shengnan              | 7-6(7), 6-2         |
| 2.  | 28 de abril de 2008      | Prague            | Tierra batida | Lucie Hradecká      | Jill Craybas Michaëlla Krajicek      | 1-6, 6-3, [10-6]    |
| 3.  | 14 de julio de 2008      | Bad Gastein       | Tierra batida | Lucie Hradecká      | Sesil Karatancheva Nataša Zorić      | 6-2, 6-4            |
| 4.  | 20 de julio de 2009      | Bad Gastein       | Tierra batida | Lucie Hradecká      | Tatjana Malek Andrea Petković        | 6-2, 6-4,           |
| 5.  | 3 de enero de 2010       | Brisbane          | Dura          | Lucie Hradecká      | Melinda Czink Arantxa Parra          | 2-6, 7-6(3), [10-4] |
| 6.  | 24 de abril de 2011      | Fes               | Tierra batida | Renata Voráčová     | Nina Brátchikova Sandra Klemenschits | 6-3, 6-4            |
| 7.  | 21 de mayo de 2011       | Bruselas          | Tierra batida | Galina Voskoboeva   | Klaudia Jans Alicja Rosolska         | 3-6, 6-0, [10-5]    |
| 8.  | 3 de junio de 2011       | Roland Garros     | Tierra batida | Lucie Hradecká      | Sania Mirza Yelena Vesnina           | 6-4, 6-3            |
| 9.  | 7 de enero de 2012       | Auckland          | Dura          | Lucie Hradecká      | Julia Görges Flavia Pennetta         | 6-7(2), 6-2, [10-7] |
| 10. | 25 de febrero de 2012    | Memphis           | Dura (i)      | Lucie Hradecká      | Vera Dushevina Olga Govortsova       | 6-3, 6-4            |
| 11. | 19 de agosto de 2012     | Cincinnati        | Dura          | Lucie Hradecká      | Katarina Srebotnik Jie Zheng         | 6-1, 6-3            |
| 12. | 21 de octubre de 2012    | Luxemburgo        | Dura (i)      | Lucie Hradecká      | Irina-Camelia Begu Monica Niculescu  | 6-3, 6-4            |
| 13. | 14 de julio de 2013      | Budapest          | Tierra batida | Lucie Hradecká      | Nina Brátchikova Anna Tatishvili     | 6-4, 6-1            |
| 14. | 8 de septiembre de 2013  | Abierto de EE.UU. | Dura          | Lucie Hradecká      | Ashleigh Barty Casey Dellacqua       | 6-7(4), 6-1, 6-4    |
| 15. | 4 de octubre de 2014     | Pekín             | Dura          | Shuai Peng          | Cara Black Sania Mirza               | 6-4, 6-4            |
| 16. | 29 de abril de 2016      | Praga             | Tierra batida | Margarita Gasparyan | María Irigoyen Paula Kania           | 6-4, 6-2            |
| 17. | 12 de junio de 2016      | Nottingham        | Hierba        | Shuai Peng          | Gabriela Dabrowski Zhaoxuan Yang     | 7-5, 3-6, [10-7]    |
| 18. | 18 de septiembre de 2016 | Quebec            | Dura (i)      | Lucie Hradecká      | Alla Kudryavtseva Alexandra Panova   | 7-6(2), 7-6(2)      |
| 19. | 21 de octubre de 2016    | Moscú             | Dura (i)      | Lucie Hradecká      | Daria Gavrilova Daria Kasátkina      | 4-6, 6-0, [10-7]    |
| 20. | 7 de enero de 2017       | Shenzhen          | Dura          | Shuai Peng          | Ioana Raluca Olaru Olga Savchuk      | 6-1, 7-5            |
| 21. | 5 de mayo de 2017        | Rabat             | Tierra batida | Tímea Babos         | Nina Stojanović Maryna Zanevska      | 2-6, 6-3, [10-5]    |
| 22. | 17 de septiembre de 2017 | Quebec            | Dura (i)      | Tímea Babos         | Bianca Andreescu Carson Branstine    | 6-3, 6-1            |
| 23. | 30 de septiembre de 2017 | Tashkent          | Dura          | Tímea Babos         | Nao Hibino Oksana Kalashnikova       | 7-5, 6-4            |
| 24. | 20 de octubre de 2017    | Moscú             | Dura (i)      | Tímea Babos         | Nicole Melichar Anna Smith           | 6-2, 3-6, [10-3]    |
| 25. | 29 de octubre de 2017    | WTA Finals        | Dura (i)      | Tímea Babos         | Kiki Bertens Johanna Larsson         | 4-6, 6-4, [10-5]    |
| 26. | 25 de agosto de 2018     | New Haven         | Dura          | Barbora Strýcová    | Su-Wei Hsieh Laura Siegemund         | 6-4, 6-7(7), [10-4] |
| 27. | 7 de octubre de 2018     | Pekín             | Dura          | Barbora Strýcová    | Gabriela Dabrowski Xu Yifan          | 4-6, 6-4, [10-8]    |

#### Finalista (23)
| N.º | Fecha                    | Torneo               | Superficie    | Pareja           | Oponentes en la final                | Resultado            |
| --- | ------------------------ | -------------------- | ------------- | ---------------- | ------------------------------------ | -------------------- |
| 1.  | 19 de febrero de 2011    | Memphis              | Dura (i)      | Lucie Hradecká   | Olga Govortsova Alla Kudryavtseva    | 3-6, 6-4, [8-10]     |
| 2.  | 16 de julio de 2011      | Palermo              | Tierra batida | Klára Zakopalová | Sara Errani Roberta Vinci            | 5-7, 1-6             |
| 3.  | 7 de julio de 2012       | Wimbledon            | Hierba        | Lucie Hradecká   | Serena Williams Venus Williams       | 5-7, 4-6             |
| 4.  | 5 de agosto de 2012      | JJ.OO. Londres 2012  | Hierba        | Lucie Hradecká   | Serena Williams Venus Williams       | 4-6, 4-6             |
| 5.  | 25 de agosto de 2012     | New Haven            | Dura          | Lucie Hradecká   | Liezel Huber Lisa Raymond            | 4-6, 6-0, [10-4]     |
| 6.  | 9 de septiembre de 2012  | Abierto de EE.UU.    | Dura          | Lucie Hradecká   | Sara Errani Roberta Vinci            | 4-6, 2-6             |
| 7.  | 28 de octubre de 2012    | Tour Championships   | Dura (i)      | Lucie Hradecká   | María Kirilenko Nadia Petrova        | 1-6, 4-6             |
| 8.  | 3 de febrero de 2013     | París                | Dura (i)      | Liezel Huber     | Sara Errani Roberta Vinci            | 1-6, 1-6             |
| 9.  | 7 de abril de 2013       | Charleston           | Tierra batida | Liezel Huber     | Lucie Šafářová Kristina Mladenovic   | 3-6, 6-7(6)          |
| 10. | 15 de septiembre de 2013 | Quebec               | Dura (i)      | Lucie Hradecka   | Ala Kudriávtseva Anastasia Rodionova | 4-6, 3-6             |
| 11. | 14 de septiembre de 2014 | Quebec               | Dura (i)      | Julia Görges     | Lucie Hradecká Mirjana Lučić-Baroni  | 3-6, 7-6(8)          |
| 12. | 28 de febrero de 2015    | Acapulco             | Dura          | Lucie Hradecká   | Lara Arruabarrena María Teresa Torró | 6-7(2), 7-5, [11-13] |
| 13. | 21 de junio de 2015      | Birmingham           | Hierba        | Lucie Hradecká   | Garbiñe Muguruza Carla Suárez        | 4-6, 4-6             |
| 14. | 18 de octubre de 2015    | Linz                 | Dura (i)      | Lucie Hradecká   | Raquel Kops-Jones Abigail Spears     | 3-6, 5-7             |
| 15. | 29 de enero de 2016      | Abierto de Australia | Dura          | Lucie Hradecká   | Martina Hingis Sania Mirza           | 6-7(1), 3-6          |
| 16. | 27 de enero de 2017      | Abierto de Australia | Dura          | Shuai Peng       | Bethanie Mattek-Sands Lucie Šafářová | 7-6(4), 3-6, 3-6     |
| 17. | 25 de febrero de 2017    | Dubái                | Dura          | Shuai Peng       | Yekaterina Makarova Yelena Vesnina   | 2-6, 6-4, [7-10]     |
| 18. | 13 de mayo de 2017       | Madrid               | Tierra batida | Tímea Babos      | Yung-Jan Chan Martina Hingis         | 4-6, 3-6             |
| 19. | 8 de octubre de 2017     | Pekín                | Dura          | Tímea Babos      | Yung-Jan Chan Martina Hingis         | 1-6, 4-6             |
| 20. | 12 de enero de 2018      | Sídney               | Dura          | Yung-Jan Chan    | Gabriela Dabrowski Xu Yifan          | 3-6, 1-6             |
| 21. | 20 de mayo de 2018       | Roma                 | Tierra batida | Barbora Strýcová | Ashleigh Barty Demi Schuurs          | 3-6, 4-6             |
| 22. | 22 de septiembre de 2018 | Tokio (Pacífico)     | Dura (i)      | Barbora Strýcová | Miyu Kato Makoto Ninomiya            | 4-6, 4-6             |
| 23. | 29 de septiembre de 2018 | Wuhan                | Dura          | Barbora Strýcová | Elise Mertens Demi Schuurs           | 3-6, 3-6             |

### Clasificación en torneos de Grand Slam

#### Dobles
| Grand Slam      |    |    |    |    |    |    |    |    |    |   |      |   |
| Australian Open | A  | A  | 2R | 3R | 2R | SF | 2R | CF | 3R | F | 19–8 | 0 |
| Roland Garros   | A  | A  | 2R | 3R | G  | SF | SF | 1R | SF |   | 20–6 | 1 |
| Wimbledon       | 2R | 1R | 1R | 2R | 1R | F  | CF | SF | 2R |   | 15-9 | 0 |
| US Open         | A  | A  | 2R | 1R | CF | F  | G  | CF | 3R |   | 20–6 | 1 |